# Ismaël Haniyeh
Pour les articles homonymes, voir Henia.
Ismaël Haniyeh ou Ismaïl Haniya (en arabe : إسماعيل هنية, Ismāʿīl Haniyya ou إسماعيل عبد السلام أحمد هنية, Ismāʿīl ʿAbd as-Salām Aḥmad Haniyya), né le 29 janvier 1962, à Al-Shati et mort le 31 juillet 2024 à Téhéran en Iran, est un homme politique palestinien.
Membre du bureau politique du Hamas, il occupe également le poste de Premier ministre de l'Autorité nationale palestinienne du 21 février 2006 au 14 juin 2007, date à laquelle son gouvernement est limogé par le président Mahmoud Abbas à la suite de la prise de Gaza par le Hamas. Il dirige ainsi l'enclave palestinienne de 2007 à 2017, gravit les échelons de l’organisation avant de prendre la tête du Hamas à partir de 2017.
Son pouvoir politique au sein du mouvement est considéré comme essentiellement symbolique, le véritable pouvoir étant, dans la bande de Gaza, entre les mains de Yahya Sinwar et de Mohammed Deïf. Il vit ainsi principalement au Qatar, de 2017 jusqu'en 2024.
S'étant félicité de l'attaque du Hamas contre Israël d'octobre 2023, Haniyeh est poursuivi pour crimes de guerre et crimes contre l'humanité par la Cour pénale internationale, qui requiert un mandat d'arrêt international à son encontre pour sa responsabilité dans la guerre à Gaza depuis 2023 et sa participation à la planification de cette attaque terroriste. Il devient le principal négociateur du Hamas dans les pourparlers de cessez-le-feu et d'échanges de prisonniers en mai 2024.
Des observateurs le considèrent comme une figure modérée et pragmatique au sein de la direction du Hamas, et l'un des plus ouverts à l'acceptation d'un accord de paix avec Israël et à la réconciliation avec le Fatah.
Il est assassiné à Téhéran lors d'une attaque israélienne le 31 juillet 2024 .

## Biographie

### Jeunesse
Ismaël Haniyeh naît en 1962 ou 1963 à Chati, camp de réfugiés palestiniens dans le nord de Gaza, alors sous contrôle égyptien. Ses parents sont devenus des réfugiés après avoir été chassés ou avoir fui leur maison d'Al-Jura près d'Ashkelon, ville aujourd’hui israélienne, pendant la guerre israélo-arabe de 1948,. Son père, pêcheur de condition modeste, meurt alors qu'Ismaël est encore enfant. Devenu adolescent, il travaille dans le bâtiment en Israël pour subvenir aux besoins de sa famille,.
Il étudie la littérature arabe à l'université islamique de Gaza et en sort diplômé en 1987. Étudiant, il adhère rapidement à la politique et milite en tant que chef du conseil des étudiants représentant les Frères musulmans, de 1985 à 1986, et dès la création du mouvement pour la libération de la Palestine, à travers l'organisation islamiste du Hamas, formé pendant la première Intifada contre Israël,.

### Début au sein du Hamas
À la suite de sa participation à plusieurs manifestations de Palestiniens, Ismaël Haniyeh est brièvement emprisonné en 1987 par les autorités israéliennes et est à nouveau emprisonné l'année suivante, cette fois pour une durée de six mois. En 1989, alors qu'Israël ne parvient pas à arrêter le soulèvement palestinien de la première Intifada (qui durera jusqu'en 1993), il est emprisonné pendant trois ans par les autorités israéliennes,.
Le gouvernement de Yitzhak Rabin l'expulse ensuite vers le Liban en 1992 avec des centaines d'autres militants palestiniens de premier plan,. Les exilés montent pendant un an un campement dans la localité de Marj al-Zahour et reçoivent une certaine exposition médiatique. Il rentre à Gaza en 1993 et devient l'homme de confiance et le secrétaire du fondateur et chef spirituel du Hamas, Ahmed Yassine - incitateur au passage à l’action armée - qui est relâché des prisons israéliennes en 1997. Devenu un proche, Haniyeh présente le cheikh Yassine comme un modèle pour les jeunes Palestiniens qui doivent apprendre de lui « l'amour de l'islam et le sacrifice pour l'islam ». En mars 2004, Yassine est tué par un missile de l'armée israélienne et Haniyeh est lui-même blessé lors de cette attaque. Dans le même temps, Hayniyeh est promu doyen de l'Université islamique de Gaza,.
Ismaël Haniyeh, partisan d'une ligne pragmatique, devient une personnalité incontournable. Il fait prendre un tournant au mouvement en l'intégrant à la vie politique palestinienne, devenant le représentant du Hamas auprès de l'Autorité palestinienne.
En 2005, une trêve de presque un an dans les attentats-suicides est adoptée et permet le retrait israélien de la bande de Gaza.

### Premier ministre de l'Autorité nationale palestinienne (2006-2007)

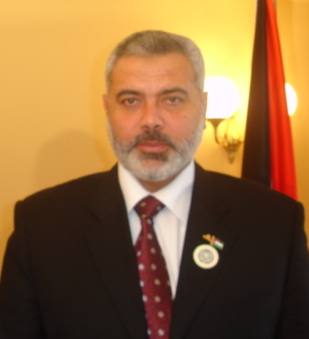
Ismail Haniyeh durant son second gouvernement.

Après la victoire du Hamas aux élections municipales palestiniennes de 2005, Ismaël Haniyeh est la tête de liste aux élections législatives de janvier 2006. Il annonce lui-même la victoire du Hamas qui remporte 74 sièges au parlement palestinien et se dit prêt à travailler avec le Fatah de Mahmoud Abbas.
Le 29 mars 2006, il devient Premier ministre de l'Autorité palestinienne, après le succès massif de son parti aux élections législatives,. Il a affirmé que les Palestiniens avaient le droit de poursuivre leur lutte pour l'indépendance, tout en déclarant qu'il souhaitait engager des discussions avec les médiateurs internationaux en vue de résoudre le conflit. « Notre gouvernement ne ménagera aucun effort pour parvenir à une paix juste dans la région, en mettant fin à l'occupation et en rétablissant nos droits », déclare t-il.
Connu pour son calme, ses positions réalistes et sa volonté de préserver l'unité du peuple palestinien, il jouit d'une grande popularité au sein du Hamas et entretient de bonnes relations avec les dirigeants des autres partis palestiniens.
Après le discours de Ratisbonne sur la violence exercée au nom de la religion prononcé par le pape Benoît XVI en septembre 2006, qui suscite l’incompréhension et la colère dans une partie du monde musulman en raison d'une citation d'un empereur byzantin décrivant l'islam comme « mauvais et inhumain », Haniyeh dénonce les attaques d'islamistes contre des églises dans les territoires palestiniens de Cisjordanie et de Gaza qui ont lieu en réaction à la controverse.
En décembre de la même année, Haniyeh se voit refuser l'entrée à Gaza depuis l'Égypte au poste-frontière de Rafah, fermé sur ordre du ministre israélien de la Défense, Amir Peretz. Haniyeh revenait alors à Gaza de son premier voyage officiel à l'étranger en tant que Premier ministre et transportait plus de 30 millions de dollars américains en espèces, destinés aux paiements de l'Autorité palestinienne,. Les autorités israéliennes autorisent ensuite Haniyeh à traverser la frontière à condition qu'il laisse l'argent en Égypte, qui serait transféré sur un compte bancaire de la Ligue arabe. Des tirs de la Garde présidentielle palestinienne contre des militants du Hamas qui avaient investi ce même poste-frontière de Rafah en réponse à l'incident sont signalés. Lors d'une nouvelle tentative de Haniyeh de traverser la frontière, un autre échange de coups de feu tue l'un de ses gardes du corps et le fils aîné de Haniyeh est blessé. Le Hamas dénonce l'incident comme une tentative d'assassinat de Haniyeh par son rival, le Fatah, ce qui déclenche à nouveau des échanges de tirs en Cisjordanie et dans la bande de Gaza entre les forces du Hamas et du Fatah. Haniyeh appelle néanmoins à l'unité palestinienne et l'Égypte propose sa médiation pour apaiser les tensions entre les deux mouvements palestiniens.
Le mandat de Haniyeh est marqué par une grave crise politique avec le rejet de ce gouvernement par l'Occident, des affrontements armés avec Israël et des tensions interpalestiniennes. En effet, c'est durant cette période qu'éclate un bref conflit ouvert entre le Hamas et le Fatah. Haniyeh échappe à plusieurs tentatives d'assassinat dont une, le 14 décembre 2006, imputée à Mohammed Dahlan,.
À la suite des négociations de La Mecque, Ismaël Haniyeh démissionne le 15 février 2007 et revient quelques semaines plus tard au pouvoir en composant un gouvernement d'union nationale le 15 mars 2007, « initialement présenté comme la seule (solution) susceptible de sauver du chaos des institutions palestiniennes en pleine décomposition », selon Le Monde.
Le 14 juin 2007, il est limogé par le président Mahmoud Abbas, à la suite de la prise du pouvoir du Hamas dans la bande de Gaza, au profit de l'ancien ministre des Finances Salam Fayyad. Cependant, le Hamas ne considère pas ce limogeage comme légitime. Cette prise de contrôle de la bande de Gaza, considérée comme un « putsch », soulève de violentes réactions en Cisjordanie par des militants du Fatah : lynchage, incendies, blessés. Victime de l’insécurité due aux combats et de l'instabilité politique et économique, la population civile de la bande de Gaza paie ainsi le prix de ces affrontements.
Le 10 octobre 2007, Haniyeh annonce que l'administration de Gaza par le Hamas n'est que « temporaire ». Il souhaite que le dialogue avec le Fatah reprenne[réf. incomplète].
Cette même année, Haniyeh négocie la libération du journaliste britannique de la BBC, Alan Johnston, qui avait été enlevé dans la bande de Gaza par le groupe salafiste Armée de l'islam.
En mai 2011, il condamne l'assassinat d'Oussama Ben Laden par des commandos américains,.
En octobre de la même année, Haniyeh prend la parole lors des célébrations organisées à Gaza pour saluer la libération de prisonniers palestiniens détenus en Israël en échange du soldat israélien Gilad Shalit. Selon lui, l'accord constitue un « tournant stratégique dans la lutte contre l'ennemi sioniste ». Il a ajouté que « grâce à la résistance, nous avons libéré le pays et le peuple ». Pour montrer l'engagement du Hamas envers l'ensemble du peuple palestinien, il précise qu'il a voulu que les prisonniers palestiniens libérés soient issus de tous les mouvements palestiniens, soit notamment le Fatah, le Hamas, le Jihad islamique, les Comités de résistance et le Front populaire de libération de la Palestine.

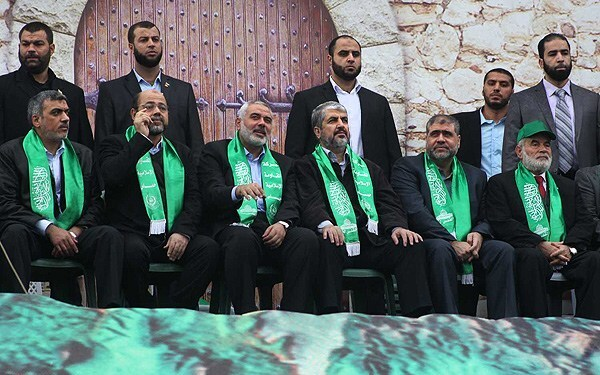
Ismaïl Hanieyh (au centre) au du Hamas en 2012.

Le 8 janvier 2012, à Tunis, à l'occasion de sa première sortie de la bande de Gaza depuis 2007, Ismaël Haniyeh, qui a entrepris une « tournée internationale » dans plusieurs pays musulmans, promet « des jours difficiles » à Israël et appelle « les peuples du printemps arabe à lutter pour la Palestine ». Il déclare ne pas « céder un seul bout de la Palestine », « continuer le combat » et ne pas « lâcher les armes » en appelant « les peuples de la Révolution à bâtir l'armée d'Al-Qods ». Les représentants officiels du Fatah du président palestinien Mahmoud Abbas ont regretté de ne pas avoir été associés à la visite de Haniyeh[réf. non conforme].
Le 11 février 2012 à Téhéran, dans un discours durant les célébrations du 33e anniversaire de la révolution iranienne de 1979, Ismaël Haniyeh déclare que « le Hamas ne reconnaîtra jamais Israël ». Plus tard, dans une allocution retransmise par la télévision iranienne, il réaffirme que « la lutte (des Palestiniens) continuera jusqu'à la libération de la totalité de la terre de Palestine et de Jérusalem, et le retour de tous les réfugiés palestiniens chez eux ». Selon le journaliste franco-israélien Jacques Benillouche, les déclarations parfois radicales d'Ismaël Haniyeh vise à ménager la base militante du Hamas : « il fait donc fluctuer la position modérée du Hamas par des déclarations, parfois fantaisistes, sans jamais conseiller de passer aux actes ».
Considéré comme pragmatique et modéré, il tente de négocier la paix avec Israël pour permettre le développement économique de la bande de Gaza. Les services de sécurité du gouvernement de Gaza tentent d’empêcher des mouvements armés, comme le Jihad islamique palestinien, de mener des attaques contre Israël. Il réussit, après des tirs jihadistes contre Israël et des bombardements israéliens en représailles, à rétablir une trêve sous médiation égyptienne pour éviter que Tsahal n’intervienne massivement dans la bande de Gaza. Après s’être rapproché du Qatar, il obtient de la Banque de Développement Islamique, une première tranche de 137 millions de dollars pour créer des routes, construire des écoles et engager des projets d’assainissement. Le programme des Nations Unies pour le développement a accepté de superviser ces projets sous réserve que les matériaux de construction entrent légalement à Gaza, ce à quoi Israël a donné son accord.
Néanmoins, l'échec du Hamas à faire complètement cesser les tirs de roquettes vers Israël par des groupes jihadistes conduit l'armée israélienne à assassiner Ahmad Al-Jaabari, le responsable du Hamas chargé de faire respecter le cessez-le-feu, et de déclencher l'opération militaire « Pilier de défense », qui cause au total 177 morts palestiniens, dont au moins 26 enfants, et plus de 1 200 blessés, entre le 14 novembre et le 21 novembre 2012.
En mars 2014, lors d'une fête commémorant le dixième anniversaire de l'assassinat du cheikh Ahmad Yassine, Haniyeh prononce un discours devant une foule de partisans du Hamas : « De l'intérieur de Gaza, je le répète encore et encore : nous ne reconnaîtrons pas Israël... Le blocus de Gaza se durcit malheureusement de plus en plus ».
Fin juillet de la même année, lors de l'opération Bordure protectrice, l'armée de l'air israélienne bombarde sa maison mais Haniyeh est absent à ce moment-là et a la vie sauve.

### À la tête du Hamas (2017-2024)

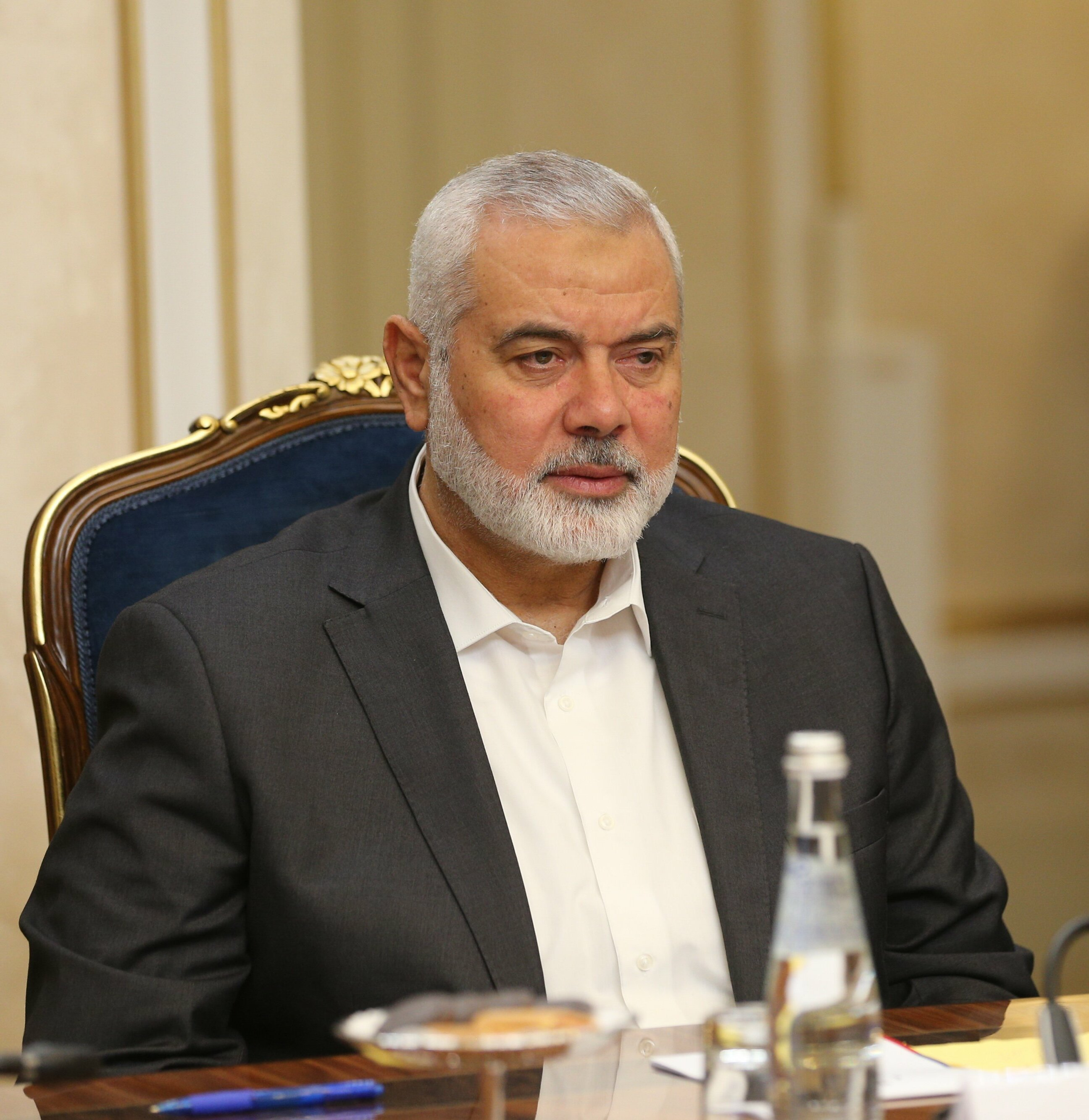
Ismaïl Haniyeh lors d'une réunion entre la Russie et le Hamas à Moscou en septembre 2022.

Le 6 mai 2017, Ismaël Haniyeh est élu à la tête du bureau politique du Hamas, remplaçant ainsi Khaled Mechaal.
Alors que Haniyeh avait jusqu'alors toujours formellement refusé de reconnaître l'État d'Israël, et de ne jamais céder une seule partie de la Palestine, tout en affirmant poursuivre la lutte armée,, le Hamas sous sa direction change la politique fondamentale stipulée dans sa Charte, déclarant en 2017 qu’il accepterait un État palestinien basé sur les frontières d’avant 1967, - « ce qui revient à une reconnaissance implicite de l’État d’Israël », précise Le Monde. Des experts estiment qu'il s'agit d'une manœuvre du Hamas pour revenir dans le jeu des négociations internationales. Haniyeh nie les allégations de reconnaissance d'Israël, et refuse les conditions posées par la feuille de route du Quartet international sur le Moyen-Orient pour le règlement du conflit israélo-palestinien.
En 2018, le département d'État des États-Unis (ainsi que d'autres autorités internationales comme le Canada) le désigne comme terroriste,.
En septembre de la même année, Haniyeh Haniyeh quitte Gaza pour une série de visites d'États arabes et musulmans, en préparation de son nouveau rôle ; il s'installe d'abord en Turquie puis officiellement dans la capitale qatarie de Doha, où Khaled Mashaal réside. En effet, le Qatar héberge le bureau politique extérieur du Hamas, depuis que l'organisation a dû quitter la Syrie en 2012. Il y dirige ainsi les activités politiques du mouvement.
En mars 2019, l'armée de l'air israélienne attaque le bureau de Haniyeh à Gaza, ainsi que de d'autres cibles, répondant ainsi au tir d'une roquette M-75 sur un moshav israélien.
Après qu'en 2016, Haniyeh avait déclaré au cours de son sermon hebdomadaire lors des prières du vendredi à Gaza que les forces du Hamas développaient des armes et creusaient des tunnels de combat en prévision d'un futur conflit avec Israël, le député israélien Avigdor Lieberman a déclaré peu après que s'il était nommé ministre de la Défense, Ismail Haniyeh mourrait dans les 48 heures. En juillet 2019, après être devenu ministre de la Défense pendant deux ans et avoir démissionné, Lieberman déclare qu'il avait soumis pendant son mandat un plan pour assassiner Haniyeh mais que le Premier ministre Benjamin Netanyahu s'y était opposé.
En janvier 2020, Ismaël Haniyeh assiste en Iran aux funérailles du général Qassem Soleimani, chef de la Force Al-Qods.
En février de la même année, Haniyeh rencontre le président turc Recep Tayyip Erdoğan, ce qui déplaît au département d’État américain qui critique l'accueil par la Turquie de dirigeants du Hamas. En août, Haniyeh convient avec le président de l'Autorité palestinienne Mahmoud Abbas de rejeter l'accord de normalisation entre Israël et les Émirats arabes unis, appelé « accords d'Abraham », ce que l'agence Reuters qualifie de « rare démonstration d'unité » entre les deux dirigeants palestiniens.
Le 26 juillet 2023 à Ankara, Haniyeh rencontre à nouveau les présidents Erdoğan et Abbas pour tenter de tenter de réconcilier le Fatah et le Hamas,.

#### Attaque du 7 octobre et guerre à Gaza depuis 2023
Après l'attaque du Hamas contre Israël le 7 octobre 2023, ayant causé la mort de près de 1 200 personnes sur le sol israélien et enlevé 250 personnes, qui déclenche la guerre à Gaza, Ismaël Haniyeh se félicite de la victoire palestinienne avec d’autres responsables du Hamas,.
Trois jours plus tard, alors que les bombardements israéliens sur la bande de Gaza font de nombreuses victimes, il déclare que le Hamas ne libérerait pas ses prisonniers israéliens avant la fin de la guerre et réaffirme que le peuple palestinien de Gaza serait prêt à sacrifier tout ce qui lui est « précieux pour sa liberté et sa dignité ». Il ajoute qu'Israël « paierait un lourd tribut pour ses crimes et son terrorisme [contre le peuple palestinien] ».
Après le début de la guerre en Israël et à Gaza en 2023, Haniyeh supervise le cessez-le-feu et les négociations pour l'échange d'otages entre le Hamas et Israël, sous la médiation des États-Unis, de l'Égypte et du Qatar,. Il est décrit comme le « plus important agent de liaison » du chef du Hamas Yahya Sinwar.
Après l'attaque israélienne du 31 octobre 2023 du camp de Jabaliya, qui visait un haut responsable du Hamas, faisant 47 victimes palestiniennes, Haniyeh accuse Israël d'avoir commis des « massacres barbares contre des civils non armés » et décide la poursuite des combats du Hamas jusqu'à ce que « les Palestiniens obtiennent leurs « droits légitimes à la liberté, à l'indépendance et au retour ».
Le lendemain, il semble ouvert aux négociations quand il déclare que si Israël acceptait un cessez-le-feu et l'ouverture de couloirs humanitaires pour acheminer davantage d'aide à Gaza, le Hamas serait « prêt à des négociations politiques pour une solution à deux États avec Jérusalem comme capitale de la Palestine », ajoutant que « les captifs israéliens sont soumis aux mêmes destructions et à la même mort que notre peuple ».
Le 13 décembre 2023, un sondage d'opinion montre que Haniyeh l'emporterait largement sur le président sortant Mahmoud Abbas pour le poste de président de l'État de Palestine (78 % pour Haniyeh et 16 % pour Abbas) mais en revanche, pas dans une course à trois entre Haniyeh, Abbas et Marwan Barhgouti - détenu en Israël - (ce dernier remporterait 47 %, Haniyeh 43 % et Abbas 7 %),.
En avril 2024, Haniyeh rencontre en Chine le chef adjoint du Fatah, pour discuter de réconciliation ; en juillet, une nouvelle série de négociations entre les rivaux du Hamas et du Fatah aboutit à un accord pour former un « gouvernement intérimaire de réconciliation nationale », afin de maintenir le contrôle palestinien sur la bande de Gaza après la guerre,.
Le 20 mai 2024, le procureur de la Cour pénale internationale, Karim Khan, demande à la Cour la délivrance d'un mandat d'arrêt contre lui en raison de son rôle présumé dans l'organisation des attaques du 7 octobre sur territoire israélien, le poursuivant pour crimes de guerre et crimes contre l'humanité et l'accusant, entre autres, d'« extermination » ainsi que de meurtre, de prise d'otages, de viol et de torture,. Dans le même temps, deux autres responsables du Hamas, Mohammed Deïf, commandant des Brigades Al-Qassam, branche armée du Hamas, et Yahya Sinwar, chef du Hamas dans la bande de Gaza, sont pareillement accusés,. Le Premier ministre d'Israël Benyamin Netanyahou et son ministre de la Défense Yoav Gallant sont aussi visés par la même demande, eux en raison des actions militaires israéliennes dans la bande de Gaza,,.

#### Assassinat et funérailles

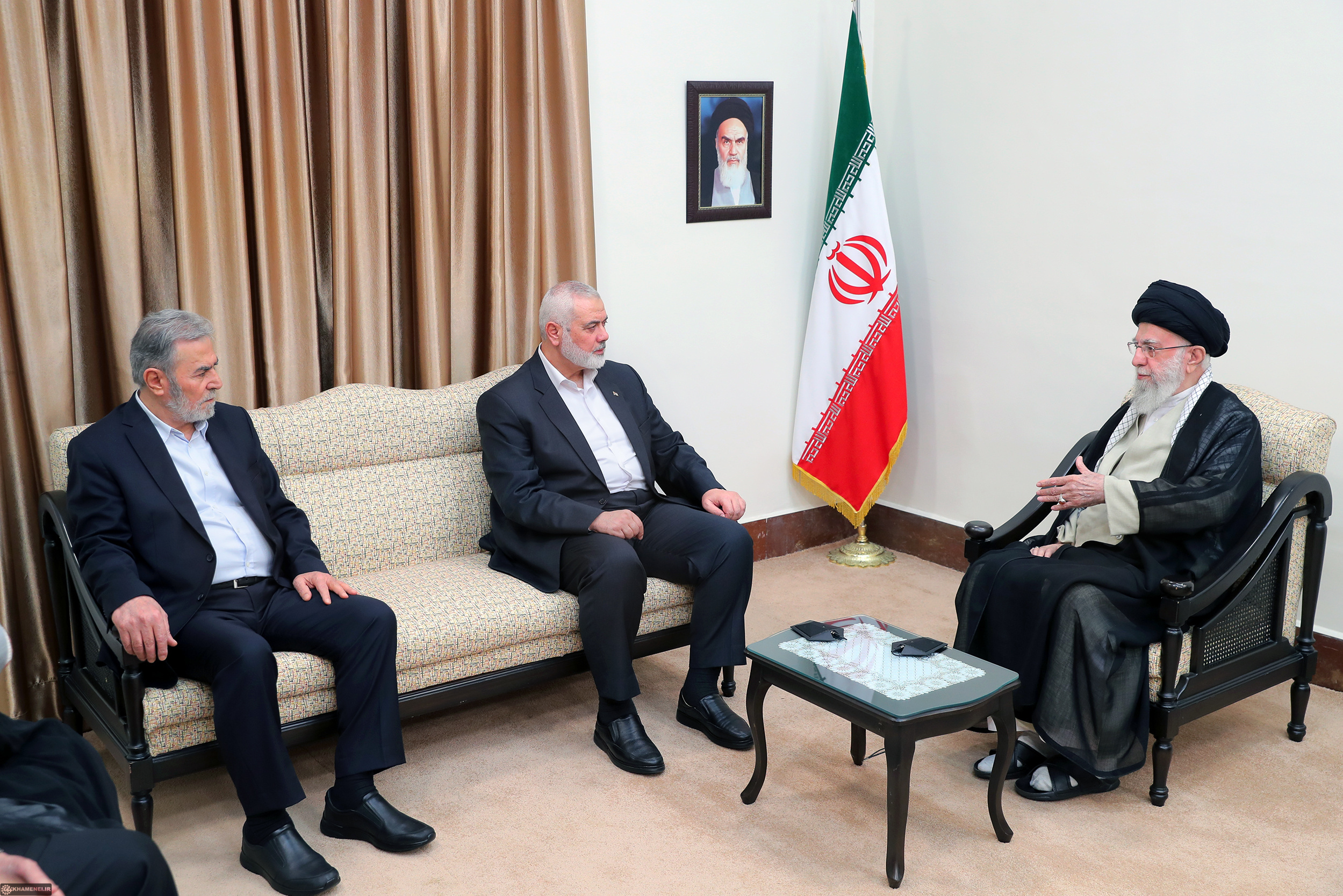
Ismaël Haniyeh (au centre) en compagnie du Guide suprême iranien Ali Khamenei, le 31 juillet 2024, le jour de sa mort.

Le 31 juillet 2024 dans un communiqué sur son site d'information Sepah, le Corps des gardiens de la révolution islamique et le Hamas annoncent qu'Ismaël Haniyeh, qui se trouvait à Téhéran pour assister à l'investiture du nouveau président iranien Massoud Pezechkian, a été tué et que l'incident fait l'objet d'une enquête,,. Le communiqué contient peu de détails sur les circonstances de l'événement et souligne que l'incident fait l'objet d'une enquête.
Le Hamas confirme peu après la mort d'Ismaël Haniyeh, qu'il attribue d'abord à un raid aérien israélien, survenu vers 2 h du matin (0 h 30 à Paris) ,. Ismaël Haniyeh se trouvait alors dans une résidence hautement sécurisée et attenante au palais présidentiel, réservée aux vétérans des gardiens de la révolution islamique, après avoir assisté à l'investiture du président Pezechkian.
Une enquête du New York Times révèle le lendemain que l'explosion qui a tué Ismaël Haniyeh pourrait provenir d'un dispositif dissimulé depuis plusieurs mois dans la résidence, posé probablement par les services du Mossad,,. Cette hypothèse est confirmée par plusieurs sources iraniennes et américaines,,.
Ismaël Haniyeh était le principal négociateur du Hamas dans les pourparlers de cessez-le-feu visant à mettre fin à cette guerre. Sa mort pourrait mettre en danger ces négociations. En effet, selon Xavier Guignard, chercheur au centre de recherche indépendant Noria, « les négociations pour un cessez-le-feu et la libération des otages sont mises à mal, et Israël montre que les dirigeants politiques, pas seulement militaires, du Hamas sont des cibles »,.

Funérailles d'Ismaël Haniyeh à l'université de Téhéran, le 1 août 2024.

Les funérailles d'Ismaël Haniyeh ont lieu le 1er août 2024 à la mosquée Imam Muhammad ibn Abd al-Wahhab et à l'université de Téhéran,.
Le Guide suprême, Ali Khamenei, promet un « châtiment sévère » à Israël et décrète trois jours de deuil national.
Ismaïl Haniyeh est ensuite inhumé le 2 août au Qatar où il vivait. Le Hamas appelle à cette occasion à une « journée de colère »,. Yahya Sinwar lui succède à la tête de l'organisation, avant de trouver lui-même la mort moins de trois mois plus tard.
En décembre 2024, Israël revendique officiellement la responsabilité de l'assassinat d'Ismaël Haniyeh.

### Vie privée
Ismaël Haniyeh est marié à plusieurs épouses et a treize enfants. Il 
Il vit en exil au Qatar, à Doha, avec une partie de sa famille élargie,. Le 27 décembre 2019, il dirige la prière du Joumou'a à la mosquée d'Education City (en) dans le quartier d'Al Rayyan.
Il a deux frères et huit sœurs, dont trois (Kholidia, Laïla et Sabah) ont épousé des Bédouins israéliens ; ils sont ainsi citoyens israéliens et résident à Tel Sheva (Tel as-Sabi), au sud de Beer-Sheva. Kholidia a d'abord déménagé dans cette ville bédouine, suivie de ses deux sœurs. Le mari de Kholidia a déclaré : « Notre vie est normale ici et nous voulons qu'elle continue ». Laïla et Sabah sont devenus veuves mais restent à Tel as-Sabi, apparemment pour conserver leur citoyenneté israélienne. Ainsi, certains des enfants des trois sœurs - neveux de Haniyeh - ont servi dans les Forces de défense israéliennes.
À partir de 2020, il bénéficie tout comme l'un de ses fils, d'un passeport turc, octroyé par le président turc Recep Tayyip Erdoğan.
Le 17 octobre 2023, 14 membres de sa famille sont tués dans une frappe israélienne dont son frère et un de ses neveux. Le 10 novembre 2023, c'est sa petite-fille, Roaa Haniyeh, qui est tuée par une frappe israélienne à Gaza-ville. Le 21 novembre 2023, c'est son petit-fils aîné, Jamal Mohamed Haniyeh, qui est tué dans un autre bombardement israélien. Le 10 avril 2024, il annonce à Al Jazeera que trois de ses enfants et quatre de ses petits-enfants ont été tués lors d'une frappe israélienne. Il indique en avril 2024 que 60 membres de sa famille ont été tués depuis le début de la guerre à Gaza.
Le 25 juin 2024, la défense civile de la bande de Gaza annonce qu'au moins 10 membres de sa famille ont été tués, dont sa sœur, dans des bombardements israéliens sur le camp de réfugiés d’Al-Chati.

### Fortune alléguée
Les revenus du Hamas et du gouvernement de la bande de Gaza sont estimés de 700 millions à un milliard de dollars par an pour payer les salaires des fonctionnaires de la bande de Gaza, financer les infrastructures du territoire palestinien et pour la branche armée du Hamas. Selon le Washington Institute for Near East Policy, le financement du Hamas provient aussi des projets immobiliers en Arabie saoudite, en Syrie et à Dubaï », par le biais de transactions souvent clandestines et opaques,,.
Le magazine Blick accuse en 2023 Ismaël Haniyeh de se la « couler douce au Qatar » alors que le peuple palestinien subit la guerre et affirme qu'il mènerait une vie luxueuse à Doha où il vit avec sa famille,. Selon le magazine Tablet,, Ismaïl Haniyeh et sa famille possédaient en 2014 un capital estimé à 4 millions de dollars et la plupart de ses biens sont enregistrés dans la bande de Gaza aux noms de membres de sa famille (son gendre Nabil, une douzaine de ses fils et filles) et de quelques dirigeants du Hamas. Selon lui, tous possèdent dans la bande de Gaza des maisons dans des quartiers aisés et la valeur de chacune d'elles atteint au moins 1 million de dollars. Ismaïl Haniyeh aurait lui-même acheté en 2014 un terrain de 2 500 mètres carrés, dans le quartier de Rimal à Gaza pour 4 millions de dollars, enregistré au nom d'un de ses gendres, écrit le magazine israélien calcalist.
Par ailleurs, quand Israël l'accuse d'avoir détourné l'aide humanitaire destinée aux Palestiniens au profit de l'aile militaire du Hamas, les Brigades Izz ad-Din al-Qassam, Haniyeh nie ces accusations.